# Noa Ganor
Noa Ganor (in ebraico נועה גנור‎?; Gerusalemme, 6 aprile 1986) è un'ex cestista israeliana.

## Carriera
Con Israele ha disputato i Campionati europei del 2011.